# Порозок (Краснопольский район)
Порозок (укр. Порозок) первое название села Малый Пороз — село,
Славгородский сельский совет,
Краснопольский район,
Сумская область,
Украина.
Код КОАТУУ — 5922386403. Население по переписи 2001 года составляло 534 человека .

## Географическое положение
Село Порозок находится на левом берегу реки Пожня в месте впадения в неё реки Порозок,
выше по течению на расстоянии в 1 км расположено село Славгород,
ниже по течению на расстоянии в 2,5 км расположено село Пожня (Великописаревский район),
на противоположном берегу — село Верхняя Пожня,
выше по течению реки Порозок на расстоянии в 3 км расположено село Пороз (Белгородская область).
По селу проходит автомобильная дорога Т-1901.

## История
- 1660 — дата основания.

## Экономика
- Молочно-товарная ферма.
- «Родина», ООО.

## Объекты социальной сферы
- Школа І-ІІ ст.